# جيف فاولر (لاعب كرة قدم أمريكية)
جيف فاولر (بالإنجليزية: Jeff Fuller)‏ هو لاعب كرة قدم أمريكية أمريكي، ولد في 8 أغسطس 1962 في دالاس في الولايات المتحدة.

## وصلات خارجية
- جيف فاولر على موقع مرجع كرة القدم المحترفة.كوم (الإنجليزية)